# Rilly-sur-Aisne
 Rilly-sur-Aisne  là một xã ở tỉnh Ardennes, thuộc vùng Grand Est ở phía bắc nước Pháp.